# Bo Yibo
Bo Yibo, född 17 februari 1908 i Dingxiang i Shanxi, död 15 januari 2007 i Peking, var en kinesisk kommunistisk politiker som räknas till "De åtta odödliga" i kinesiska kommunistpartiet.
Bo gick med i Kinas kommunistiska parti 1925. Han spelade lokalt en viktig roll i organisationen av ett väpnat motstånd mot de japanska trupperna under det andra kinesisk-japanska kriget och höll en rad viktiga positioner inom partiet då detta hade sin bas i Yan'an. Under det kinesiska inbördeskriget samarbetade han nära med Liu Shaoqi.
Efter Folkrepubliken Kinas grundande 1949 var han finansminister fram till 1953 och spelade en viktig roll för att återställa den kinesiska ekonomin efter inbördeskriget. Han valdes till ledamot i politbyrån i Kinas kommunistiska parti 1956.
När Kulturrevolutionen bröt ut 1966 avsattes han från alla sina befattningar och kastades i fängelse, där han fick sitta fram till Maos död. Även Bo Yibos hustru och barn utsattes för förföljelse under kulturrevolutionen.
Under 1980-talet stödde han Deng Xiaopings ekonomiska reformer, men motsatte sig bestämt politiska reformer som kunde underminera partiets maktställning. Efter att han gått i pension hade han fortfarande stort inflytande över Kinas politik och spelade en pådrivande roll i avsättningarna av de reformistiska generalsekreterarna Hu Yaobang 1987 och Zhao Ziyang 1989. Han var en av de partiveteraner som förordade att studentrörelsen i Peking 1989 skulle slås ned med militära medel.
Bo Yibos son Bo Xilai var fram till sitt fall 2012 en viktig politiker i dagens Kina, medan flera av Bos barn är bosatta utomlands. Hans dotter är amerikansk medborgare.